# Менграй Великий

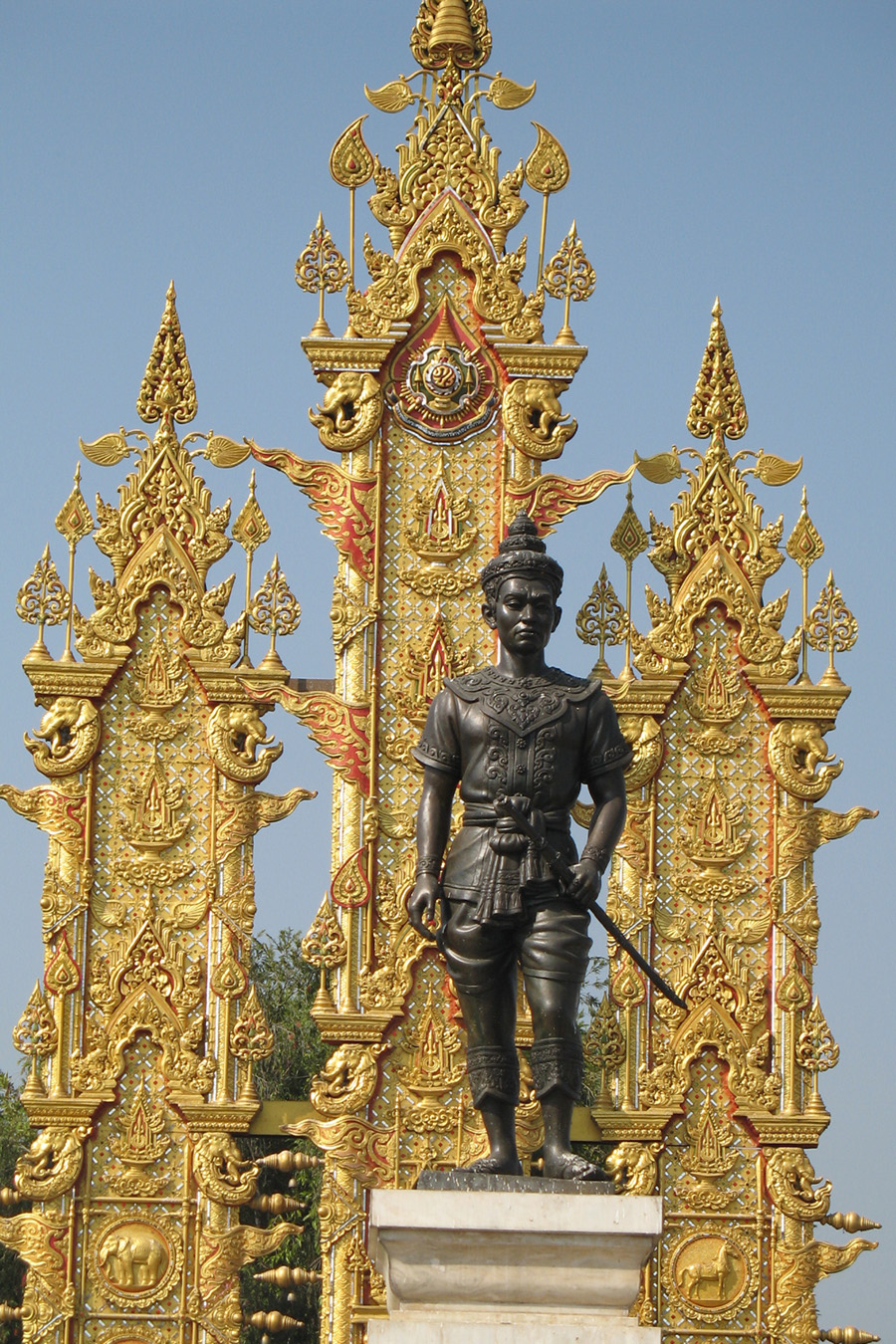
Памятник Менграю в городе Чианграй

Менграй Великий (Манграй, тайск. พ่อขุนเม็งรายมหาราช, 1239—1317) — основатель и первый правитель тайского государства Ланна.
Родился Менграй в 1239 году в семье местного правителя на территории современного ампхе Чиангсэн (провинция Чианграй). В 1261 году он стал правителем Нгенъянга. Вскоре он основал город Чианграй. По легенде, это произошло в 1262 году на берегу реки Кок на том месте, где Менграй нашёл убежавшего слона.
Менграй в 1282 году завоевал Харипунчай, а в 1287 году он заключил союз с правителями Сукхотаи и Пхаяу для защиты от монголов. В 1292 году он, победив монов, присоединил новые территории.
В 1296 году (по другой версии — в 1291 году) он основал город Чиангмай, с которого и началась история государства Ланна, которым правила династия Менграя до 1558 года, а номинально — до 1578 года.
В 1317 году Менграй, согласно преданию, погиб от удара молнии, когда был на городском рынке.